# Flash (téléfilm)
Pour les articles homonymes, voir Flash.
Flash est un film américain réalisé par Simon Wincer, et sorti en 1997.

## Synopsis
Connor Strong, un adolescent de quatorze ans, s'occupe habituellement d'un cheval dénommé Flash. Passionné par le monde de l'équitation, Connor aimerait bien posséder le poulain. Mais sa famille ne dispose pas des fonds nécessaires pour l'acheter. Au moment où le jeune garçon espère voir son rêve se réaliser, il découvre qu'un acheteur s'est empressé d'acquérir l'animal…
Pour subvenir aux besoins de la famille, le père du jeune homme a dû s'engager sur un bateau pour une durée de six mois. Un malheur n'arrive jamais seul : la grand-mère de Connor meurt.

## Distribution
- Lucas Black : Connor Strong
- Brian Kerwin : David Strong
- Shawn Toovey : Tad Rutherford
- Tom Nowicki : Mr. Rutherford

## Nominations
- Meilleur film télévisé familial (1998)[1].
- Nomination au Young Artist Award pour la meilleure interprétation dans un film TV pour Lucas Black (1998).
- Nomination au Young Artist Award pour la meilleure interprétation dans un film TV pour Shawn Toovey (1998).